# Нун, Джимми
Джи́мми Нун (англ. Jimmie Noone; 23 апреля 1895, Кат Офф, близ Нового Орлеана — 19 апреля 1944, Лос-Анджелес) — американский джазовый кларнетист и дирижёр.

## Биография
Джимми Нун родился 23 апреля 1895 года на ферме в статистически обособленной местности Кат Офф, близ Нового Орлеана.
Первым инструментом Нуна стала гитара, в пятнадцать лет он начал играть на кларнете. Уже в 1913—1914 годах он играл в оркестре Фредди Кеппарда, заменяя Сиднея Беше, а после ухода Беше занял его место. В 1917 году Нун покинул Новый Орлеан и перебрался в Чикаго, где вместе с Креольским оркестром Кеппарда выступал до распада этого коллектива весной 1918 года. После возвращения на несколько месяцев в Новый Орлеан Нун навсегда покинул этот город осенью 1918 года вместе с Кингом Оливером. Вновь прибыв в Чикаго, музыканты попали в оркестр Билла Джонсона, где Нун работал до 1920 года. В течение следующих шести лет он сотрудничал с Доком Куком и его оркестром «Дримлэнд» (англ. Dreamland). К этому же времени относятся первые записи Нуна.
Осенью 1926 года в жизни музыканта начался наиболее успешный творческий период: в Чикаго ему удалось создать собственный оркестр «Эйпекс Клаб» (англ. Jimmie Noone’s Apex Club Orchestra), названный в честь основной концертной площадки, на которой он выступал. В разное время членами этого коллектива были известные джазовые музыканты, в том числе пианист Эрл Хайнс. В 1928 году оркестр «Эйпекс Клаб» провёл серию записей, получивших большую известность. На протяжении 1930-х годов (кроме 1931 и 1935, когда он выступал с гастролями в Нью-Йорке) Нун жил в Чикаго, периодически играя с небольшими группами в различных клубах.
В начале 1940-х годов, увлёкшись идеей возрождения старого новоорлеанского джаза, вместе с тромбонистами Кидом Ори и Джеком Тигарденом, а также ударником Затти Синглтоном начал выступать в Сан-Франциско и Лос-Анджелесе. Незадолго до своей смерти Нун участвовал в концерте всех звёзд в шоу Орсона Уэллса.
19 апреля 1944 года Джимми Нун скоропостижно скончался от инфаркта. Узнав о его смерти, Орсон Уэллс позвонил Киду Ори и попросил его написать блюз в память о Джимми Нуне, который он мог бы включить в свою вечернюю радиопрограмму The Orson Welles Almanac.

## Наследие
Наряду с Сидни Беше и Джонни Доддсом Нун — один из ярких представителей классической новоорлеанской школы джазового исполнения на кларнете. На ранних этапах его творчество было под влиянием современных ему исполнителей, прежде всего Беше, затем Нун совершенствовал своё мастерство под руководством Франца Шёппа, кларнетиста академического направления, жившего в то время в Чикаго. Благодаря этим занятиям Нун улучшил качество звука и технику исполнения. Классическими считаются записи Нуна, сделанные с оркестром Оливера в 1923 году, в которых он ярко исполняет соло и создаёт особую интонацию «голубых» нот. Позднее исполнительский стиль Нуна претерпел изменения, заметные на записях с «Эйпекс Клаб» (1928): отдав ведущую роль в ансамбле саксофону, он исполнял сложные контрапунктические линии с использованием среднего и нижнего регистров кларнета.
В 2013 году музыкальная композиция Нуна «Blues My Naughty Sweetie Gives To Me» вошла в саундтрек фильма «Жасмин» (режиссёр и сценарист Вуди Аллен). Его мелодия «Way Down Yonder In New Orleans» (1936) была использована во французском фильме 2014 года «Ни минуты покоя» как композиция вымышленного американского кларнетиста Нила Юара (Niel Youart) из его альбома «Me, Myself and I» 1958 года.